# Seznam tautonym
Seznam organismů se shodným rodovým a druhovým odborným jménem
Následuje seznam tautonym; vědeckých jmen, u kterých je rodové jméno a druhové jméno shodné. Taková pojmenování jsou přípustná v zoologii, ale nikoli v botanice, kde se rodové a druhové jméno musí lišit (rozdílné musí být alespoň jedno písmeno jako např. u cicimka čínského (Ziziphus zizyphus)).
Řada tautonym vznikla přeřazením do jiného rodu, při změně zůstává druhové jméno pokud možno zachováno. Proto z pohledu biologie nemá vytváření seznamu tautonym valný význam, taxonomická zvláštnost může být zajímavá spíše z hlediska jazykového.

## Seznam

### Měkkýši
- čepicovka biskupská (Mitra mitra)
- melongéna karibská (Melongena melongena)
- oblovka obrovská (Achatina achatina)
- ohnutka kropenatá (Persicula persicula)
- perlorodka říční (Margaritifera margaritifera)
- spirálovec točený (Spirula spirula)
- voluta trnitá (Cymbiola cymbiola)

### Hmyz
- drvopleň obecný (Cossus cossus)
- chroust obecný (Melolontha melolontha)

### Ryby
- bolen dravý (Aspius aspius, dnes Leuciscus aspius)
- drsek větší (Zingel zingel)
- hlavatka podunajská (Hucho hucho)
- hrouzek obecný (Gobio gobio)
- jelec proudník (Leuciscus leuciscus)
- karas obecný (Carassius carassius)
- lín obecný (Tinca tinca)
- lipan podhorní (Thymallus thymallus)
- měsíčník svítivý (Mola mola)
- mník jednovousý (Lota lota)
- očnatec štíhlý (Boops boops)
- ostnáč velkotlamý (Nandus nandus)
- ouklej obecná (Alburnus alburnus)
- parma obecná (Barbus barbus)
- placka pomořanská (Alosa alosa)
- plotice obecná (Rutilus rutilus)
- podoustev říční (Vimba vimba)
- střevle potoční (Phoxinus phoxinus)
- štikozubec obecný (Merluccius merluccius)
- úhoř říční (Anguilla anguilla)
- vyza velká (Huso huso)
- zubatec obecný (Dentex dentex)

### Obojživelníci
- kuňka obecná (Bombina bombina)
- mlok skvrnitý (Salamandra salamandra)
- pipa americká (Pipa pipa)
- ropucha obecná (Bufo bufo)

### Plazi
- kareta obecná (Caretta caretta)
- kobra indická (Naja naja)
- leguán zelený (Iguana iguana)
- užovka obojková (Natrix natrix)

### Ptáci
- alkoun malý (Alle alle)
- anhinga americká (Anhinga anhinga)
- bekasina otavní (Gallinago gallinago)
- bělokur tundrový (Lagopus lagopus)
- bělořit šedý (Oenanthe oenanthe)
- břehouš černoocasý (Limosa limosa)
- břehule říční (Riparia riparia)
- buřňák severní (Puffinus puffinus)
- čáp bílý (Ciconia ciconia)
- čejka chocholatá (Vanellus vanellus)
- dijuka černobradá (Melanodera melanodera)
- dijuka chilská (Diuca diuca)
- dlask tlustozobý (Coccothraustes coccothraustes)
- drop malý (Tetrax tetrax)
- frankolín obecný (Francolinus francolinus)
- guan trinidadský (Pipile pipile)
- hoko mitu (Mitu mitu)
- hoko přílbový (Pauxi pauxi)
- husa velká (Anser anser)
- husice liščí (Tadorna tadorna)
- hýl obecný (Pyrrhula pyrrhula)
- chřástal kropenatý (Porzana porzana)
- chřástal polní (Crex crex)
- jeřáb popelavý (Grus grus)
- kačka strakatá (Histrionicus histrionicus)
- káně lesní (Buteo buteo)
- kardinál červený (Cardinalis cardinalis)
- kasuár přilbový (Casuarius casuarius)
- kavče červenozobé (Pyrrhocorax pyrrhocorax)
- kolpík růžový (Ajaja ajaja, dnes Platalea ajaja)
- koroptev sněžní (Lerwa lerwa)
- koroptev polní (Perdix perdix)
- kotinga purpuroprsá (Cotinga cotinga)
- králíček obecný (Regulus regulus)
- křepelka obecná (Coturnix coturnix)
- kukačka guira (Guira guira)
- kur bankivský (Gallus gallus)
- kvakoš noční (Nycticorax nycticorax)
- labuť zpěvná (Cygnus cygnus)
- labuť koskoroba (Coscoroba coscoroba)
- †lejskovec maupitský (Pomarea pomarea)
- leskovec zelený (Galbula galbula)
- luňák červený (Milvus milvus)
- medozvěstka křiklavá (Indicator indicator)
- myšák bělohřbetý (Colius colius)
- ostnák jihoamerický (Jacana jacana)
- pipulka bělobradá (Manacus manacus)
- pipulka bělotemenná (Pipra pipra)
- pisila čáponohá (Himantopus himantopus)
- potápka šedohlavá (Poliocephalus poliocephalus)
- rehek zahradní (Phoenicurus phoenicurus)
- rorýs obecný (Apus apus)
- skalňák oranžový (Rupicola rupicola)
- skorec vodní (Cinclus cinclus)
- slavík tmavý (Luscinia luscinia)
- slípka modrá (Porphyrio porphyrio)
- snovač rudozobý (Quelea quelea)
- stehlík obecný (Carduelis carduelis)
- straka obecná (Pica pica)
- straka vruboocasá (Temnurus temnurus)
- střízlík obecný (Troglodytes troglodytes)
- terej červenonohý (Sula sula)
- tetřívek sibiřský (Falcipennis falcipennis)
- todi zelený (Todus todus)
- trupiál žlutooký (Icterus icterus)
- tygříček tečkovaný (Amandava amandava)
- tyran suiriri (Suiriri suiriri)
- tyran královský (Tyrannus tyrannus)
- vlhovec argentinský (Curaeus curaeus)
- vlhovec zpěvavý (Dives dives)
- vlhovec žlutohlavý (Xanthocephalus xanthocephalus)
- volavčík člunozobý (Cochlearius cochlearius)
- vrabec skalní (Petronia petronia)
- výr velký (Bubo bubo)
- zvonek zelený (Chloris chloris nebo Carduelis chloris)
- zvonohlík zahradní (Serinus serinus)
- žluva hajní (Oriolus oriolus)

### Savci
- axis indický (Axis axis)
- bahnivec severní (Redunca redunca)
- bizon americký (Bison bison)
- činčila krátkoocasá (Chinchilla chinchilla)
- daněk evropský (Dama dama)
- gazela obecná (Gazella gazella)
- gibon hulok (Hoolock hoolock)
- gorila nížinná (Gorilla gorilla)
- hyena skvrnitá (Crocuta crocuta)
- hyena žíhaná (Hyaena hyaena)
- indri (Indri indri)
- jezevec lesní (Meles meles)
- kamzík horský (Rupicapra rupicapra)
- karakal (Caracal caracal)
- krysa obecná (Rattus rattus)
- křeček polní (Cricetus cricetus)
- kuna lesní (Martes martes)
- lama vikuňa (Vicugna vicugna)
- nosál červený (Nasua nasua)
- levhart sněžný (Uncia uncia, dnes Panthera uncia)
- liška obecná (Vulpes vulpes)
- los evropský (Alces alces)
- lumík norský (Lemmus lemmus)
- netopýr velký (Myotis myotis)
- netopýr hvízdavý (Pipistrellus pipistrellus)
- norek evropský (Lutreola lutreola, dnes Mustela lutreola)
- pavián guinejský (Papio papio)
- plch velký (Glis glis)
- rosomák sibiřský (Gulo gulo)
- rys ostrovid (Lynx lynx)
- skálolez skákavý (Oreotragus oreotragus)
- skunk pruhovaný (Mephitis mephitis)
- srnec obecný (Capreolus capreolus)
- sviňucha obecná (Phocoena phocoena)
- svišť horský (Marmota marmota)
- sysel obecný (Citellus citellus)
- tarbík egyptský (Jaculus jaculus)
- tchoř tmavý (Putorius putorius, dnes Mustela putorius)
- tuleň středomořský (Monachus monachus)
- vydra říční (Lutra lutra)
- ženetka tečkovaná (Genetta genetta)
- žirafa Giraffa giraffa

### Tasemnice
- tasemnice vrtohlavá (Multiceps multiceps)

### Rostliny
- Vanilovník plocholistý (Vanilla vanilla, dnes Vanilla planifolia)

## Doplňkový seznam velmi podobných jmen

### Hmyz
- lumek Humbert humberti

### Ryby
- cejn velký (Abramis brama)

### Obojživelníci
- japonečka Buergerova (Buergeria buergeri)

### Ptáci
- buřňák Bulwerův (Bulweria bulwerii)
- buřníček žlutonohý (Oceanites oceanicus)
- ibis čínský (Nipponia nippon)
- volavka agami (Agamia agami)
- harpyje pralesní (Harpia harpyja)
- jeřábek lesní (Bonasa bonasia)
- ketupa malajská (Ketupa ketupu)
- arassari zlatý (Baillonius bailloni)
- momot černolící (Momotus momota)
- vousák senegalský (Lybius dubius)
- cistovník našedivělý (Incana incanus)
- cetie jižní (Cettia cetti)
- salašník modrý (Sialia sialis)
- lesňák hnědopláštíkový (Myadestes myadestinus)
- hrnčiřík sběrač (Anumbius annumbi)
- kruhoočko trukské (Rukia ruki)
- †turnagra severní (Turnagra tanagra)
- snovatec chocholatý (Malimbus malimbicus)
- strdimil žíhaný (Hypogramma hypogrammicum)
- čížek severoamerický (Carduelis pinus, někdy Spinus pinus)
- sýkořice tříprstá (Paradoxornis paradoxus)
- špaček mongolský (Sturnia sturnina)
- tyranovec hnědobřichý (Sayornis saya)
- sýkora azurová (Cyanistes cyanus)
- lori novoguinejský (Lorius lory)
- amazoňan oranžovokřídlý (Amazona amazonica)

### Savci
- netopýr černý (Barbastella barbastellus)
- surikata (Suricata suricatta)
- fanaloka (Fossa fossana)
- buvol indický (Bubalus bubalis)
- babirusa celebeská (Babyrousa babyrussa)
- oribi (Ourebia ourebi)
- dugong indický (Dugong dugon)
- delfín obecný (Delphinus delphis)